# قلعه اون نو کوچی

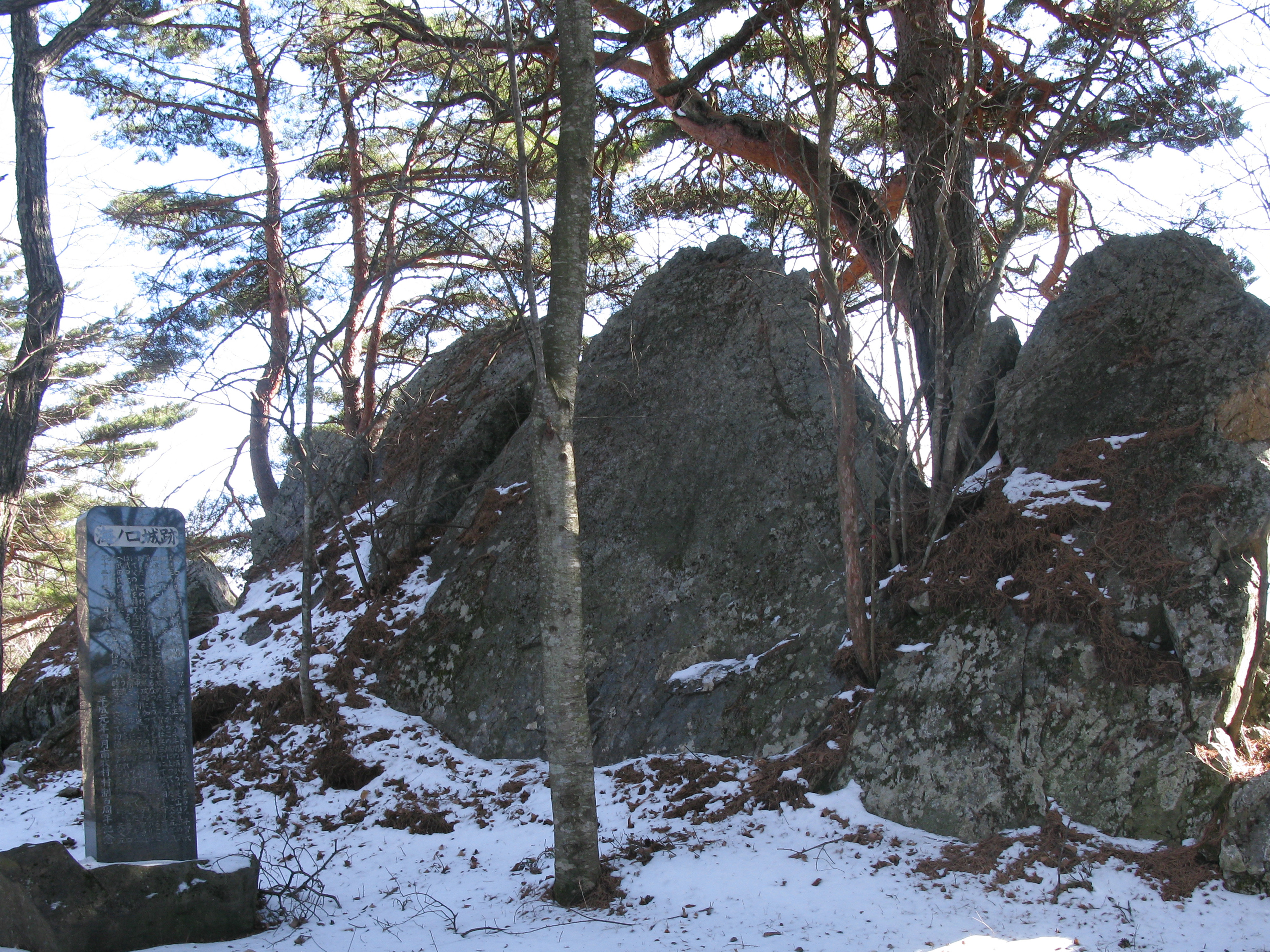
محل قلعه اون نو کوچی

قلعه اون نو کوچی (به ژاپنی: 海ノ口城)، یک قلعه ژاپنی (یاماشیرو) واقع در اون نو کوچی، روستای مینامی‌ماکی، ناگانو، استان ناگانو بود. گاهی به عنوان «قلعه دهان دریا» نوشته می‌شود.
زمان ساخت قلعه و زمان متروکه شدن آن مشخص نیست. این مکان به عنوان محل اولین نبرد تاکدا شینگن شناخته می‌شود. این یک پایگاه لجستیکی و یک گذرگاه برای تهاجم خاندان تاکدا به ولایت شینانو بود.